# زينيدا ريتش
زينيدا ريتش هي ممثلة (وحملت سابقاً جنسية الإمبراطورية الروسية والاتحاد السوفيتي)، ولدت في 3 يوليو 1894 في روستوف على نهر الدون في روسيا، وتوفيت في 15 يوليو 1939 في موسكو في روسيا.

## وصلات خارجية
- زينيدا ريتش على موقع IMDb (الإنجليزية)
- زينيدا ريتش على موقع كينوبويسك (الروسية)